# Ермеков, Толеген Муслимович
Толеге́н Мусли́мович Ерме́ков (каз. Төлеген Мүсілімұлы Ермеков; 28 декабря 1936, Алма-Ата, КазССР, СССР — 8 апреля 2001, там же, Казахстан), — советский и казахстанский учёный, доктор технических наук (1992), член-корреспондент АН Казахстана (1994). Внучатый племянник Алимхана Ермекова.

## Биография
Происходит из подрода сары танас рода каракесек племени аргын. В 1962 году окончил КарПТИ. В 1962—1966 годах — старший инженер сектора математики и механики АН Казахстана; в 1966—1988 годах — старший научный сотрудник Института горного дела АН РК; с 1989 года зав. лабораторией в том же институте.
В 1992 году защитил докторскую диссертацию на тему «Геохимическое обеспечение устойчивости очистного пространства при разработке мощных пологих рудных залежей камерностолбовой системой» — «Физические процессы горного производства».
Умер 8 апреля 2001 года в Алма-Ате, похоронен на Кенсайском кладбище.

## Научная деятельность
Научные исследования посвящены проблемам геомеханики, изучению состояния горных пород в сложных геологических условиях при разработке различных месторождений и др.
Некоторые работы:
- Изучение состояния пород в ириконтурном массиве и использование результатов для совершенствования технологии горных работ // Напряженное состояние массивов горных пород и управление горным давлением, Бишкек, 1990;
- Особенности проявления горного давления при подземной разработке хромитовых руд Западного Казахстана // «ФТПРПИ», 1993, № 5 (соавт.).

Некоторые патенты:
- Способ проходки горных выработок. Номер патента: 11540. Опубликовано: 15.03.2004. Авторы: Мещеряков Г. В., Прокушев Г. А., Шашкин В. Н., Просеков А. Г., Ермеков Т. М. МПК: E21C 41/00, E21C 41/16;
- Способ выпуска руды из дучек. № предв. патента: 7650. Опубликовано: 15.06.1999. Авторы: Мещеряков Г. В., Мисюрин А. И., Ермеков Т. М., Просеков А. Г., Прокушев Г. А., Шашкин В. Н. МПК: E21C 41/22;
- Способ разработки мощных наклонных месторождений руд, склонных к самообрушению. № предв. патента: 5798. Опубликовано: 15.01.1998. Авторы: Яковлев Ю. И., Якушев Л. А., Ермеков Т. М., Исаев М. А. МПК: E21C 41/06[5].

## Семья
Супруга — Раиса Каримовна Ермекова (род. 1941) — доктор медицинских наук, профессор, заслуженный деятель науки Казахской ССР.